# Hjuvik

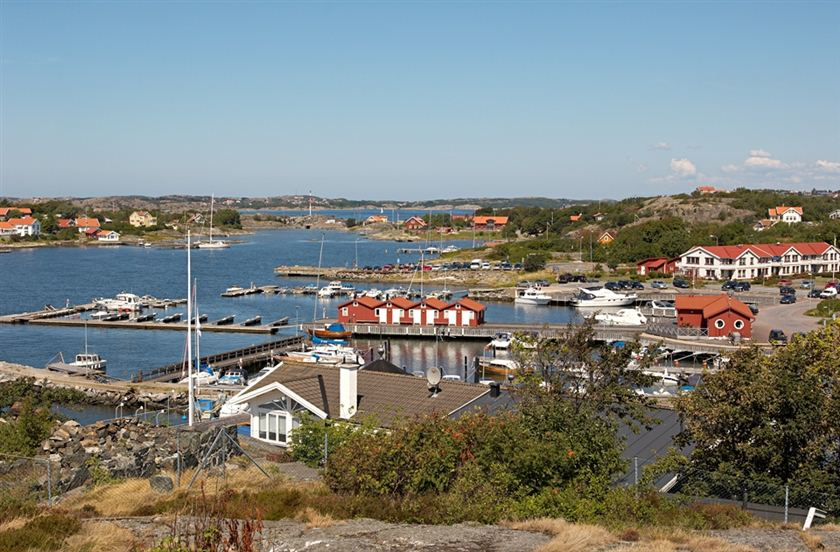
Hjuviks Hamn.

för tätorten med detta namn, se Hjuvik (tätort)
Hjuvik är ett primärområde i stadsområde Hisingen i Göteborgs kommun, beläget på Hisingens sydvästra hörn, nordväst om oljehamnarna. 

## Bebyggelse
Bebyggelsen består mestadels av enfamiljshus och området anses exklusivt på grund sina natursköna omgivningar. Efter andra världskriget började allt fler sommarstugor att byggas i området och på 1960-talet allt fler villor. Under senare år har de flesta sommarstugorna gjorts om till villor och en skola har byggts.
Från bergen har man utsikt över västerhavet. Färjeläget ut till Öckerö kommun ligger på den med vägbank/bro förbundna ön Lilla Varholmen. Hjuviks östra delar domineras av ett före detta militärområde som nu ägs av Myresjöhus. På militärområdet var tidigare Batteri Torslanda grupperat, med en mätstation och två 24 cm kanoner i pansartorn.

## Historia
Hjuvik var förr ett fiskeläge med sillsalterier och trankokerier. Rester av denna epok finns på ön Smedmansholmen, väster om Hjuvik, i form av ett antal grunder och rester av bryggor mm. Regionens enda bevarade sillsalteri finns på den närbelägna ön Kalven (Kalvsund) i Öckerö kommun. 

## Nyckeltal

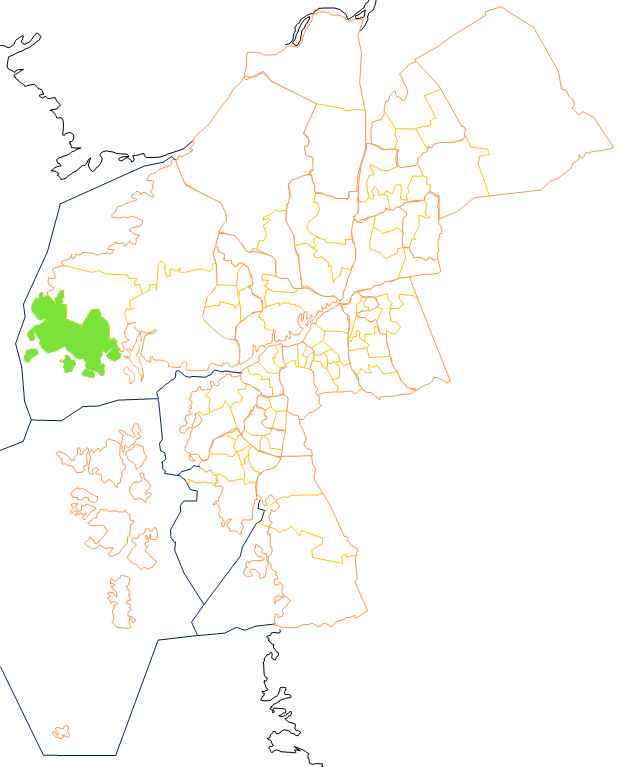
Primärområdet Hjuvik.

Nyckeltalen redovisar statistik som beskriver Göteborg och dess 96 delområden, primärområden, per den 31 december och kan användas för att jämföra de olika områdena. Nedan redovisas uppgifter för primärområdet och jämförelse görs mot uppgifterna för hela kommunen.
|                                                           | Hjuvik     | Hela Göteborg |
| --------------------------------------------------------- | ---------- | ------------- |
| Folkmängd                                                 | 7 301      | 587 549       |
| Befolkningsförändring 2020–2021                           | +31        | +4 493        |
| Andel födda i utlandet                                    | 7,2 %      | 28,3 %        |
| Andel utrikes födda eller med två utrikes födda föräldrar | 9,4 %      | 38,1 %        |
| Medelinkomst                                              | 522 900 kr | 332 400 kr    |
| Arbetslöshet                                              | 1,9 %      | 6,6 %         |
| Antal ersatta dagar från F-kassan per person (16-64 år)   | 11,3       | 19,5          |
| Andel med eftergymnasial utbildning (minst 3 år)          | 46,3 %     | 37,9 %        |
| Andel bostäder byggda 1991–2000                           | 25,8 %     |               |
| Andel bostäder i allmännyttan                             | 0,0 %      | 25,9 %        |
| Antal färdigställda bostäder 2021                         | 28         |               |
| Andel bostäder i småhus                                   | 94,4 %     | 18,3 %        |

## Stadsområdes- och stadsdelsnämndstillhörighet
Primärområdet tillhörde fram till årsskiftet 2020/2021 stadsdelsnämndsområdet Västra Hisingen och ingår sedan den 1 januari 2021 i stadsområde Hisingen.